# ایسکرتس
ایسکرتس (به بلغاری: Iskrets) یک منطقهٔ مسکونی در بلغارستان است که در استان صوفیه واقع شده‌است.